# ネットワーク管理
ネットワーク管理とは、コンピュータネットワークや通信網の保守や管理を意味する。

## 機能
ネットワーク管理は、ネットワークの構成や配置の計画立案から、運用時の監視・調整・保守などを含めた機能の総称である。以下のような機能が含まれる。
- ネットワーク構築の計画
- トラフィックのルーティング設定
  - 負荷分散
- 構成管理
- 障害管理
- セキュリティ管理
- 性能管理
- 帯域制御
- 課金管理

## 標準規格
運用時のネットワーク管理のための標準規格（通信プロトコルなど）として以下のものがある。
- Simple Network Management Protocol (SNMP)
- Common Management Information Protocol (CMIP)
- Web-Based Enterprise Management (WBEM)
- Common Information Model (CIM)
- Transaction Language 1
- Java Management Extensions (JMX)
- NETCONF

運用時のネットワーク管理は、まずネットワークを構成する機器の監視が第一にあり、監視によって収集した情報を使って性能管理や障害管理が可能となる。監視には上掲の標準を使用するのが一般的だが、その際にネットワーク上の各機器にソフトウェアエージェントを搭載して監視機能を実現する方式もある。

## ネットワーク管理システム
- HP OpenView Network Node Manager
- IBM Tivoli Netview
- IBM Tivoli Netcool
- Ipswitch WhatsUp gold